# Ribeira de Nisa e Carreiras
Ribeira de Nisa e Carreiras (llamada oficialmente União das Freguesias de Ribeira de Nisa e Carreiras) es una freguesia portuguesa del municipio de Portalegre, distrito de Portalegre.

## Historia
Fue creada el 28 de enero de 2013 en aplicación de una resolución de la Asamblea de la República de Portugal promulgada el 16 de enero de 2013 con la unión de las freguesias de Carreiras y Ribeira de Nisa, pasando su sede a estar situada en la antigua freguesia de Ribeira de Nisa.

## Demografía
| Gráfica de evolución demográfica de Ribeira de Nisa e Carreiras entre 2011 y 2021 |
|                                                                                   |
| Datos según el nomenclátor publicado por el INE portugués.                        |